# 太勇次郎
太 勇次郎（ふとり ゆうじろう、1966年 - ）は、日本のジャーナリスト。日本放送協会記者。ボーン・上田記念国際記者賞。

## 人物・経歴
神奈川県出身。東京外国語大学外国語学部インド・パーキスターン語学科卒業後、神奈川県の高等学校教員を経て、パキスタン軍の教官を務めた。1993年日本放送協会入局。京都放送局ニュースデスク、イスラマバード支局長、カイロ支局長等を歴任し、アラブの春の報道を行い、2012年度ボーン・上田記念国際記者賞受賞。2013年から報道局国際部副部長（中東・アフリカ担当）。その後、ニューデリー支局長、アジア総局長等を歴任。日本に帰国し、国際放送局World News部専任部長（NHK NEWSLINE編集長）。2024年3月から国際放送局World News部部長。

## 著書
- 『10年目の真実 : 9・11からアラブの春へ』NHK出版 2014年